# Сторчоус, Андрей Владимирович
Андре́й Влади́мирович Сторчо́ус (укр. Андрій Володимирович Сторчоус; 30 июня 1994, Черкассы) — украинский футболист, полузащитник клуба «Кудровка».

## Клубная карьера
Андрей Сторчоус родился в Черкассах и прошёл обучение в местной футбольной школе «Днепр-80» под руководством тренеров Игоря Столовицкого и Сергея Усаковского. Первые шаги в футболе делал на уровне любительских соревнований — сначала в составе «Ретро» из Ватутина, затем в «Заре-Академии» (Белозерье).
В феврале 2015 года подписал контракт с клубом «Черкасский Днепр», где уже в дебютном сезоне помог команде завоевать первое место во Второй лиге Украины. В том сезоне он провёл 9 матчей и отметился двумя забитыми мячами.
В 2016 году на правах аренды выступал за кременчугский «Кремень», где проявил себя как бомбардир — забил 13 голов в 28 играх, что стало одним из лучших результатов в команде.
После возвращения в «Черкасский Днепр» продолжал играть на уровне Первой лиги, а в 2018 году стал игроком «Черкащины-Академии», где выступал два сезона. Далее в его карьере были клубы ЛНЗ и «Дружба» (Мировка), с которой он в сезоне 2023/24 вновь стал победителем Второй лиги Украины.
Летом 2024 года Сторчоус перешёл в «Кудровку», где быстро стал ключевым игроком в средней линии. Контракт рассчитан до июня 2026 года.
В Премьер-лиге за «Кудровку» дебютировал 3 августа 2025 года в победном (3:1) матче против «Александрии», в этом матче он отметился дублем.